# Conacul Miskolczy din Ciumeghiu
Conacul Miskolczy din Ciumeghiu este un monument istoric aflat pe teritoriul satului Ciumeghiu, comuna Ciumeghiu. În Repertoriul Arheologic Național, monumentul apare cu codul 28674.01.